# Lubomír Oslizlo
Lubomír Oslizlo (* 10. října 1957 Opava) je český hokejista a trenér. Začínal v HC Slezan Opava, roku 1976 přestoupil do prvoligového Zetoru Brno, kde působil čtrnáct sezón, z toho v sedmi byl kapitánem týmu. Odehrál za Brno 533 zápasů, ve kterých vstřelil 63 branek a zaznamenal 101 asistencí, nejlepším ligovým umístěním bylo páté místo v roce 1987. V letech 1978 až 1980 absolvoval vojenskou službu v Dukle Trenčín, na přelomu osmdesátých a devadesátých let krátce působil v zahraničních klubech EHC Straubing (Německo), Kirkcaldy Kestrels (Skotsko) a SG Zoldo (Itálie). Zúčastnil se mistrovství světa juniorů v ledním hokeji 1977, kde s československým týmem na domácí půdě získal třetí místo a byl zvolen do all-stars týmu turnaje. Do seniorské reprezentace nominován nikdy nebyl.
Aktivní kariéru ukončil roku 1994 a stal se trenérem. Vedl mládežnické týmy brněnské Komety a českou reprezentaci do 17 let, v Brně pak byl u mužstva dospělých asistentem trenéra a v letech 2002-2003 a 2005-2006 i hlavním koučem, kromě toho trénoval extraligovou Opavu, Senators Rosice, HC Přerov, HKm Zvolen a SHK Hodonín.
K týmu Komety se vrátil jako asistent trenéra Venery ve "stříbrné" sezóně 2011/2012. Po neúspěších mužstva byl během následující sezóny odvolán.
V sezóně 2017/2018 byl asistentem trenéra juniorů Komety, kteří se stali mistry ČR. Od května 2018 se stal členem realizačního týmu u A týmu.